# Samuel Lewis Hays
Samuel Lewis Hays (* 20. Oktober 1794 bei Clarksburg, Virginia; † 17. März 1871 in Sauk Rapids, Minnesota) war ein US-amerikanischer Politiker. Zwischen 1841 und 1843 vertrat er den Bundesstaat Virginia im US-Repräsentantenhaus.

## Werdegang
Samuel Hays wuchs im Harrison County im heutigen West Virginia auf. Über seine Jugend und Schulausbildung ist nichts überliefert. Seit 1833 war er im Gebiet des späteren Gilmer County ansässig, wo er in der Landwirtschaft arbeitete. Gleichzeitig schlug er als Mitglied der Demokratischen Partei eine politische Laufbahn ein und wurde Mitglied des Abgeordnetenhauses von Virginia.
Bei den Kongresswahlen des Jahres 1840 wurde Hays im 20. Wahlbezirk von Virginia in das US-Repräsentantenhaus in Washington, D.C. gewählt, wo er am 4. März 1841 die Nachfolge von John Taliaferro antrat. Im Jahr 1842 wurde sein Distrikt aufgelöst. Eine Kandidatur in einem anderen Bezirk blieb erfolglos. Daher konnte er bis zum 3. März 1843 nur eine Legislaturperiode im Kongress absolvieren. Diese Zeit war von den Spannungen zwischen Präsident John Tyler und den Whigs geprägt. Außerdem wurde damals bereits über eine mögliche Annexion der seit 1836 von Mexiko unabhängigen Republik Texas diskutiert.
Im Jahr 1850 war Hays Delegierter auf einer Versammlung zur Überarbeitung der Verfassung von Virginia. Im Jahr 1857 zog er nach Sauk Rapids in Minnesota, wo er bis 1860 als Receiver of Public Moneys die Finanzbehörde leitete. Danach betätigte er sich in seiner neuen Heimat in der Landwirtschaft. Er starb am 17. März 1871 in Sauk Rapids.